# Larsmo
Larsmo (en finnois : Luoto) est une municipalité de l’Ouest de la Finlande, sur la côte du golfe de Botnie, dans la région d’Ostrobotnie.

## Géographie
Elle est formée de plusieurs îles reliées entre elles par une série de ponts, le long de la route touristique dite « des 7 ponts » reliant les deux villes les plus importantes de cette partie de la côte, Jakobstad (au sud) et Kokkola (au nord-est).
Une grande lagune, Larsmosjön, la sépare des municipalités de Kronoby à l’est et Pedersöre au sud-est.
Larsmo a une superficie de 853,28 km2, dont 676,73 km2 de zones maritimes et 34,09 km2 d'eaux intérieures.
Larsmo a deux sites Natura 2000 : l'archipel de Larsmo (fi) (FI0800132) et l'Ähtävänjoki (FI0800110).
Les effets du rebond post-glaciaire sont visibles dans l'archipel.
Ähtäväjoki a une forte population de loutres et de moules perlières d'eau douce,

## Démographie
Depuis 1980, la démographie de Larsmo a évolué comme suit, :
| Année      | 1980  | 1985  | 1990  | 1995  | 2000  | 2005  |
| ---------- | ----- | ----- | ----- | ----- | ----- | ----- |
| population | 3 110 | 3 324 | 3 664 | 3 915 | 4 111 | 4 393 |

| Année      | 2010  | 2015  | 2020  |
| ---------- | ----- | ----- | ----- |
| population | 4 816 | 5 147 | 5 424 |

Fondée en 1867, Larsmo diffère à bien des égards des autres municipalités suédophones d'Ostrobotnie.
La croissance démographique y a été importante pendant l'urbanisation, cependant, cette croissance démographique n'est pas due à la migration (bien qu'elle ait aussi augmenté la population), mais au taux de natalité élevé dû au læstadianisme.
Environ la moitié des habitants de la commune appartiennent au læstadianisme. En outre, une proportion relativement importante de la population gagne sa vie grâce au travail industriel dans la région de Pietarsaari.

## Politique linguistique
Jusque fin 2014, Larsmo était l'une des trois seules municipalités de Finlande continentale (i.e., hors Åland) à avoir le suédois comme seule langue officielle (avec Korsnäs et Närpes). Elle est devenue bilingue le 1er janvier 2015. Le finnois n'y est parlé que par 6,2 % des habitants.

## Économie

### Principales entreprises
En 2021, les principales entreprises de Luoto par chiffre d'affaires sont :
| Société             | CA   |
| ------------------- | ---- |
| Sth-Steel Oy Ab     | 7 M€ |
| Bohouse Oy Ab       | 6 M€ |
| Löfs Ab Oy          | 5 M€ |
| Bce Ltd Building    | 4 M€ |
| Aj Oy Ab            | 4 M€ |
| Ocean Dealers Ab Oy | 3 M€ |
| Nordic Sale Oy Ab   | 1 M€ |
| JS-Plast Oy Ab      | 1 M€ |
| Rönnliden Invest Ab | 1 M€ |
| Jrt Oy Ab           | 1 M€ |

### Employeurs
En 2021, les plus importants employeurs privés de Luoto sont:
| Employeur               | Employés |
| ----------------------- | -------- |
| Löfs Ab Oy              | 59       |
| Rikta Oy Ab             | 40       |
| Sth-Steel Oy Ab         | 35       |
| Strandis                | 18       |
| Bce Ltd Building        | 16       |
| Bohouse Oy Ab           | 14       |
| Larsmo Rör Ab           | 13       |
| Bageri Fagerudd Leipomo | 12       |
| Petor Oy Ab             | 11       |
| Aj Oy Ab                | 11       |

## Lieux et monuments
- Église de Larsmo
- Route aux sept ponts

## Politique et administration

### Subdivisions administratives
Les agglomérations de Larsmo sont: Risö, Bosund, Eugmo,	Fagernäs, et Västerby.
Ses villages sont Eugmo et Larsmo.

### Élections municipales
| Année | KD    | KD   | RKP   | RKP  | SDP  | SDP  | PS   | PS  | KOK  | KOK | KESK | KESK |
| Année | Voix  | %    | Voix  | %    | Voix | %    | Voix | %   | Voix | %   | Voix | %    |
| 2008  | 828   | 33,6 | 1 116 | 45,2 | 523  | 21,2 |      |     |      |     |      |      |
| 2012  | 1 013 | 39,8 | 1 034 | 40,6 | 455  | 17,8 |      |     |      |     | 25   | 0,9  |
| 2017  | 1 297 | 46,3 | 1 061 | 37,9 | 427  | 15,2 |      |     |      |     | 18   | 0,6  |
| 2021  | 1 457 | 52,1 | 893   | 31,9 | 398  | 14,2 | 22   | 0,8 | 20   | 0,7 | 6    | 0,2  |

## Jumelages
La municipalité de Larsmo est jumelée avec :
- Klæbu (Norvège)
- Malå (Suède)

## Personnalités
- Peter Östman, député

## Galerie

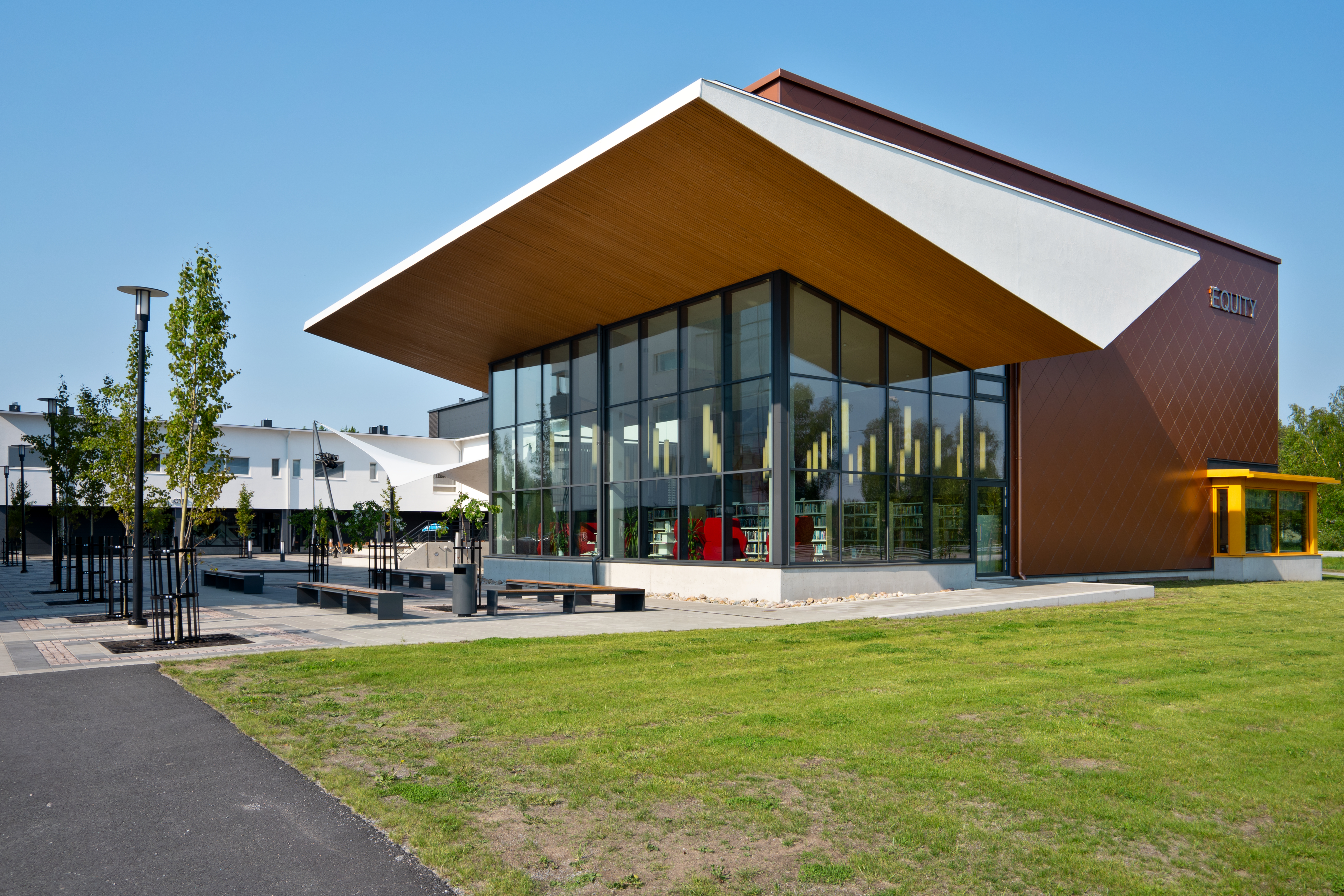
Bibliothèque municipale.
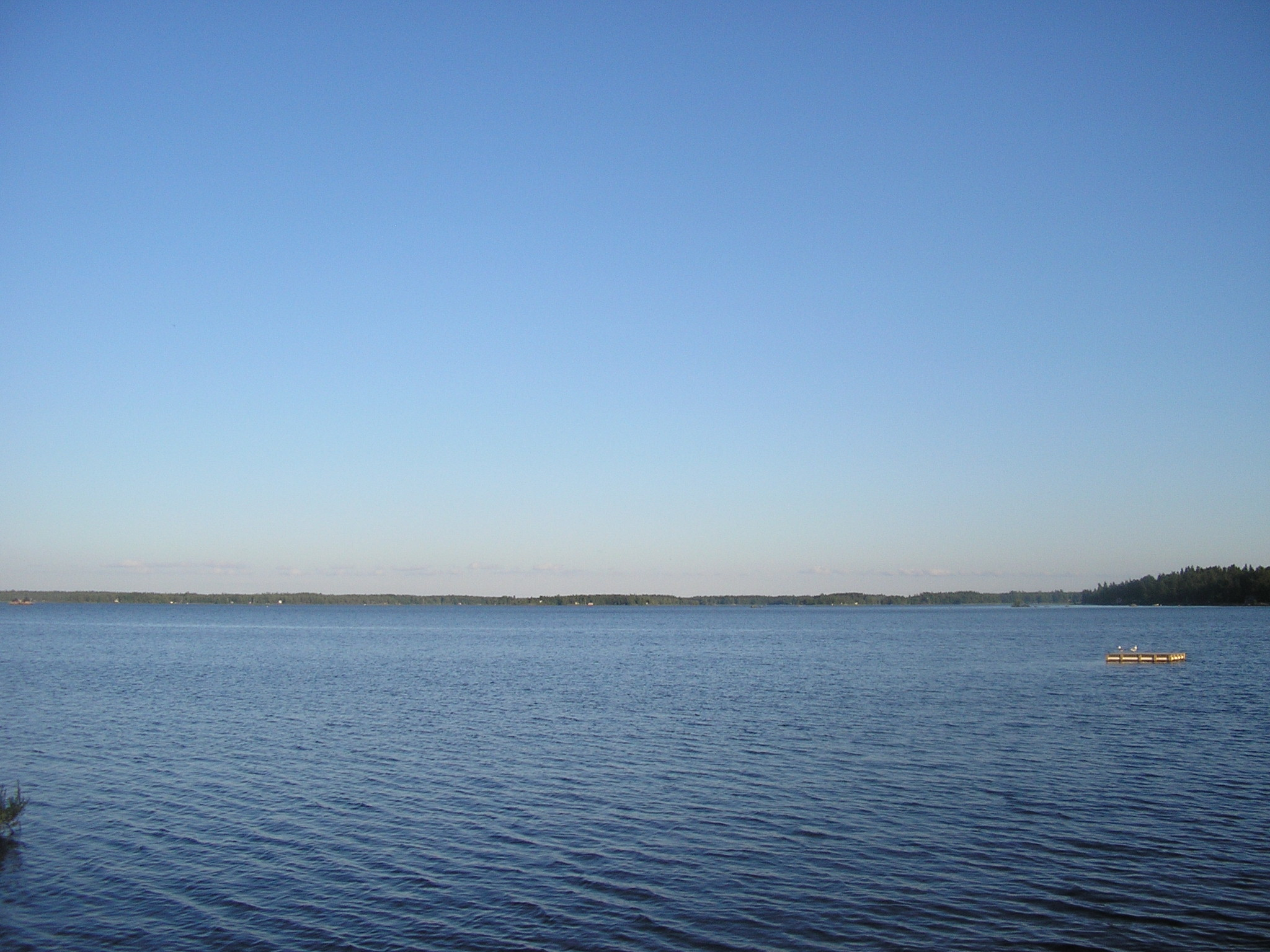
Gloskärsfjärden.